# Liste der Kulturgüter in Dürnten
Die Liste der Kulturgüter in Dürnten enthält alle Objekte in der Gemeinde Dürnten im Kanton Zürich, die gemäss der Haager Konvention zum Schutz von Kulturgut bei bewaffneten Konflikten, dem Bundesgesetz vom 20. Juni 2014 über den Schutz der Kulturgüter bei bewaffneten Konflikten sowie der Verordnung vom 29. Oktober 2014 über den Schutz der Kulturgüter bei bewaffneten Konflikten unter Schutz stehen.
Objekte der Kategorie A sind vollständig in der Liste enthalten, Objekte der Kategorie B sind im Gemeindegebiet nicht ausgewiesen, Objekte der Kategorie C fehlen zurzeit (Stand: 1. Januar 2022). Unter übrige Baudenkmäler sind weitere geschützte Objekte zu finden, die im Verzeichnis der Objekte von überkommunaler Bedeutung der kantonalen Denkmalpflege zu finden und nicht bereits in der Liste der Kulturgüter enthalten sind.

## Kulturgüter
| Foto |                                                              | Objekt                           | Kat. | Typ | Standort                              | Beschreibung |
| ---- | ------------------------------------------------------------ | -------------------------------- | ---- | --- | ------------------------------------- | ------------ |
| ja   | Datei hochladen · Wikidata zu Reformierte Kirche (Q29574010) | Reformierte Kirche KGS-Nr.: 7434 | A    | G   | Oberdürntnerstrasse 2 706258 / 237308 |              |

## Übrige Baudenkmäler
| ID              | Foto |                 | Objekt                                                              | Kat.    | Typ | Standort                                           | Beschreibung |
| --------------- | ---- | --------------- | ------------------------------------------------------------------- | ------- | --- | -------------------------------------------------- | ------------ |
| 11300011        |      | Datei hochladen | Bauernhaus Absägeten mit Scheune                                    | C       | G   | Oberdürnten, Mannenrainstrasse 5 708566 / 237956   |              |
| 11300101        | ja   | Datei hochladen | Fabrikanlage hinterer Pilgersteg, Wohnhaus mit Werkstatt            | B reg.  | G   | Oberdürnten, Walderstrasse 202 708959 / 236391     |              |
| 11300102        | ja   | Datei hochladen | Fabrikanlage hinterer Pilgersteg, Ehemalige Spinnerei Hauptbau      | B reg.  | G   | Oberdürnten, Walderstrasse 201 708924 / 236421     |              |
| 113ZUSA00102    | ja   | Datei hochladen | Fabrikanlage hinterer Pilgersteg, Turbinenhaus                      | B reg.  | G   | Oberdürnten, Walderstrasse 201 bei 708903 / 236420 |              |
| 11300104        | ja   | Datei hochladen | Fabrikanlage hinterer Pilgersteg, Magazin/Lagergebäude/Büro         | B reg.  | G   | Oberdürnten, Walderstrasse 203 708944 / 236437     |              |
| 11300105        | ja   | Datei hochladen | Fabrikanlage hinterer Pilgersteg, Magazin/Lagergebäude/Werkstatt    | B reg.  | G   | Oberdürnten, Walderstrasse 205 708910 / 236455     |              |
| 11300147        |      | Datei hochladen | (1866/1868)                                                         | B reg.  | G   | Oberdürnten, Langackerstrasse 9 707935 / 237352    |              |
| 11300148        |      | Datei hochladen | Neues Primarschulhaus Oberdürnten (1915)                            | B reg.  | G   | Oberdürnten, Langackerstrasse 7 707906 / 237387    |              |
| 11300429        |      | Datei hochladen | Wohnhaus, ehemaliges Bauernhaus                                     | C       | G   | Lettenmoosstrasse 6 705008 / 236803                |              |
| 11300445        | ja   | Datei hochladen | Bahnhofanlage UeBB, Aufnahmegebäude / Güterschuppen, heute Wohnhaus | B kant. | G   | Stationsstrasse 4 705760 / 237356                  |              |
| 11300523        |      | Datei hochladen | Reformiertes Pfarrhaus                                              | B reg.  | G   | Oberdürntnerstrasse 6 706306 / 237286              |              |
| 11300539        |      | Datei hochladen | Gasthof zum Löwen                                                   | B reg.  | G   | Rütistrasse 2 706195 / 237254                      |              |
| 11300554        |      | Datei hochladen | Riegelhaus                                                          | B reg.  | G   | Riegelhausweg 14 706086 / 237154                   |              |
| 11300763        |      | Datei hochladen | Felsenburg, Wohnhaus                                                | B reg.  | G   | Tann, Alte Tannerstrasse 1 706927 / 236074         |              |
| 11300790        |      | Datei hochladen | Schulhaus Tannenbühl (1904)                                         | B reg.  | G   | Tann, Schulstrasse 5 706862 / 235882               |              |
| 11300813        | ja   | Datei hochladen | Bahnhofanlage UeBB, WC-Gebäude mit Schopfanbau                      | B kant. | G   | Stationsstrasse 2 705786 / 237359                  |              |
| 11300902        |      | Datei hochladen | Methodistenkapelle und Vereinshaus                                  | B reg.  | G   | Tann, Hauptstrasse 27 706931 / 235687              |              |
| 11301019        |      | Datei hochladen | Schulhaus Blatt                                                     | B reg.  | G   | Tann, Nauenstrasse 44A 707349 / 236822             |              |
| 11301096        |      | Datei hochladen | Bahnhof Tann-Dürnten, Aufnahmegebäude                               | B reg.  | G   | Tann, Alte Tannerstrasse 20 707008 / 236243        |              |
| 11301216        |      | Datei hochladen | Primarschule Bogenacher mit Turnhalle und Lernschwimmbecken         | B reg.  | G   | Tann, Bogenackerstrasse 14 706811 / 236109         |              |
| 113BRUECKE11652 | ja   | Datei hochladen | Ehemalige Eisenbahnbrücke Uerikon-Bauma-Bahn                        | B reg.  | G   | Feldeggweg 705988 / 237361                         |              |

Legende: Im Wesentlichen siehe Legende der Liste der Kulturgüter von nationaler und regionaler Bedeutung, mit folgenden Ausnahmen:
- Anstelle der KGS-Nummer wird als Objekt-Identifikator (ID) die Inventarnummer im Verzeichnis der Objekte von überkommunaler Bedeutung des kantonalen Denkmalschutzamtes verwendet.
- Bei den Kategorien wird wie folgt unterschieden: B kant. = Objekt von kantonaler Bedeutung (Kanton Zürich); B reg. = Objekt von regionaler Bedeutung (Kanton Zürich).